# Euoniticellus triangulatus
Euoniticellus triangulatus är en skalbaggsart som beskrevs av Edgar von Harold 1873. Euoniticellus triangulatus ingår i släktet Euoniticellus och familjen bladhorningar. Inga underarter finns listade i Catalogue of Life.